# Molgulidae
Famille
Synonymes
- Hexacrobylidae Seeliger, 1906[2]

Les Molgulidae sont une famille d'ascidies de l'ordre (ou sous-ordre) des Stolidobranchia.

## Liste des genres
Selon World Register of Marine Species (7 avril 2015) :
- genre Anomopera Hartmeyer, 1923
- genre Asajirus Kott, 1989
- genre Bostrichobranchus Traustedt, 1883
- genre Eugyra Alder & Hancock, 1870
- genre Fungulus Herdman, 1882
- genre Gamaster Pizon, 1896
- genre Minipera Monniot & Monniot, 1974
- genre Molgula Forbes, 1848
- genre Molguloides Huntsman, 1922
- genre Namiella Monniot & Monniot, 1968
- genre Oligotrema Bourne, 1903
- genre Paramolgula Traustedt, 1835
- genre Pareugyrioides Hartmeyer, 1914

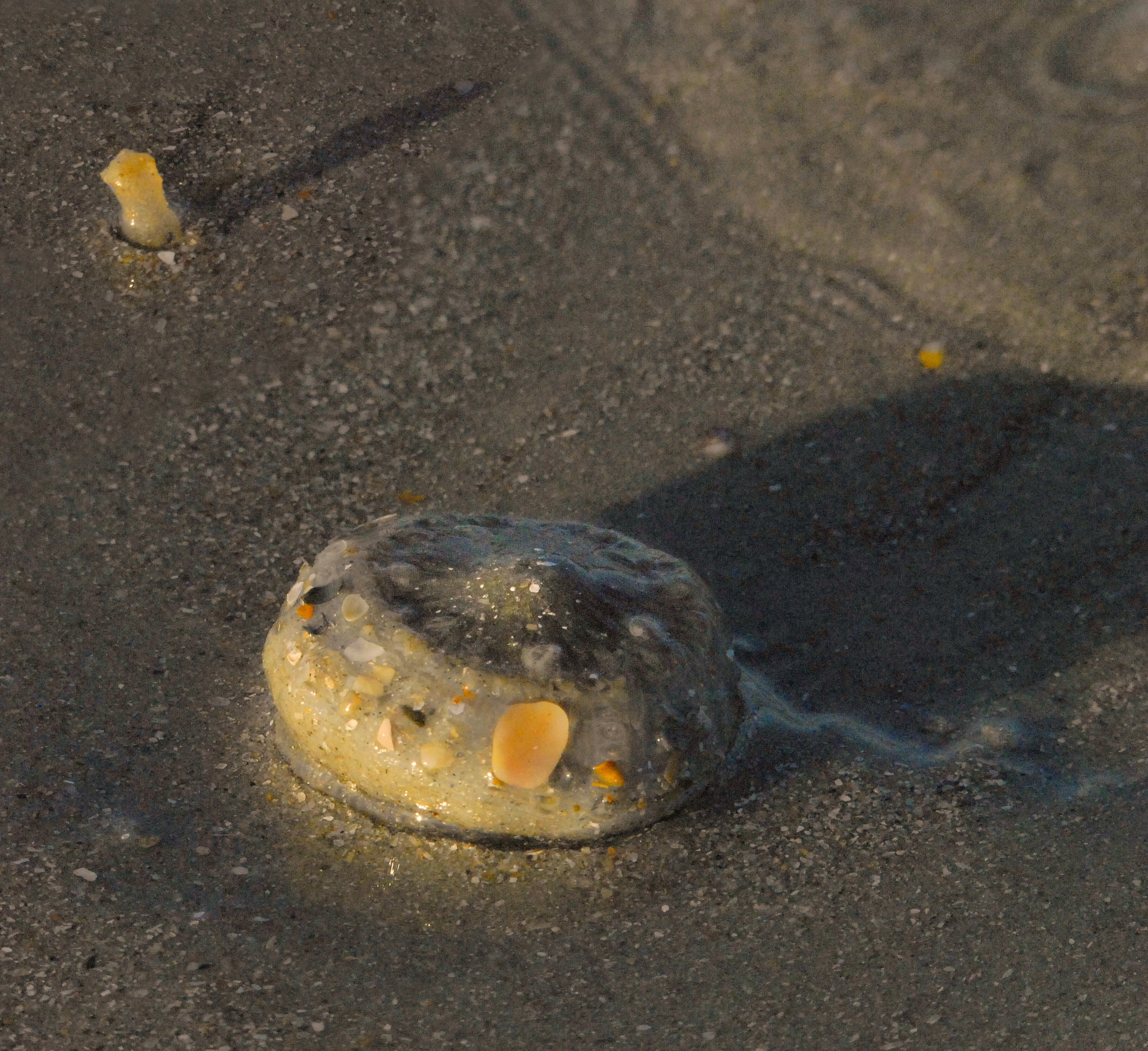
Molgula occidentalis.

- genre Protomolgula Monniot, 1971
- genre Rhizomolgula Ritter, 1901
- genre Stomatropa